# Spansk (sprog)
 For alternative betydninger, se spansk. (Se også artikler, som begynder med spansk)
Spansk eller castiliansk (spansk: español eller castellano) er et romansk sprog i den Iberoromanskgruppe, der udviklede sig fra flere sprog og dialekter i den centrale-nordlige del af den Iberiske Halvø i løbet af 800-tallet og gradvist spredtes med udvidelsen af kongeriget Castilien i det centrale og sydlige dele af den iberiske halvø under senmiddelalderen.
Moderne spansk udviklet gennem "tilpasning af konsonanterne" (Reajuste de las sibilantes), der begyndte i 1400-tallet. Sproget fortsatte at optage ord fra en række andre sprog, samt udvikle nye ord. Spansk blev især bragt til det amerikanske kontinent men også Afrika, Asien og Stillehavsområdet med udvidelsen af det spanske imperium mellem 1400-tallet og 1800-tallet, hvor det blev det vigtigste sprog for regeringen og handel.
I 1999 var der 358 millioner mennesker, der talte spansk som modersmål og i alt 417 millioner spansktalende på verdensplan. I øjeblikket er disse tal op til henholdsvis 400 og 500 millioner mennesker. Spansk er det næstmest anvendte modersmål i verden, efter mandarin kinesisk. Mexico har den største befolkning med spansk som modersmål. Spansk er et af de seks officielle sprog i De Forenede Nationer, og et af de officielle sprog i Den Europæiske Union, og Unasur. Spansk er det næstmest studerede sprog i verden, efter engelsk.

## Historie
Castiliansk udviklede sig fra vulgærlatin (det latinske hverdagssprog), der var blevet indført til den iberiske halvø af romerne under den 2. puniske krig omkring 210 f.Kr., med indflydelse fra indfødte sprog som keltiberisk, baskisk og andre paleo-hispaniske sprog, og senere ydre påvirkninger, især Arabisk i den andalusiske periode.
Lokale udgaver af vulgærlatin menes at have udviklet sig til castiliansk i den centrale-nordlige del af den iberiske halvø i 800 og 900-tallet, i et område defineret af fjernliggende landområder Álava, Cantabrien, Burgos, Soria og La Rioja, inden for kongedømmet Castilien. Castiliansk udviklede store forskelle i forhold til det nærmest beslægtede Llionsk, med en høj grad af baskisk indflydelse. Denne særprægede dialekt spredte sig gradvis syd på i forbindelse med Reconquista.
I 400-tallet gennemgik castiliansk en dramatisk ændring med tilpasning af konsonanterne (Reajuste de las sibilantes). Typiske træk ved den spanske historiske fonologi omfatter modration (Latin vita, spansk vida), palatalisering (latin annum, spansk año, og latin anellum, spansk anillo) og brydning af trykstærke korte e og o fra vulgærlatin (Latin terra , spansk tierra latinske novus, spansk nuevo). Lignende fænomener findes i andre romanske sprog.
Den første spanske grammatik (Gramática de la Lengua Castellana), og i øvrigt den første grammatik i samtlige moderne europæisk sprog, er skrevet i Salamanca i 1492 af Elio Antonio de Nebrija. Da han præsenterede den for dronning Isabella, spurgte hun ham, ifølge en anekdote, hvad man kunne bruge et sådant værk til, og han svarede, at sproget er grundlaget for et imperium.
Fra 1500-tallet og frem var sproget blevet bragt til Amerika og Spansk ostindien gennem den spanske kolonisering. Miguel de Cervantes Saavedras indflydelse på det spanske sprog fra 1600-tallet har været så stor, at spansk ofte kaldes la Lengua de Cervantes ("Cervantes sprog").
I 1900-tallet blev spansk introduceret i Ækvatorial Guinea og Vestsahara samt til områder af USA, der ikke havde været en del af det spanske imperium, f.eks. spansk Harlem i New York.
Mange spansktalende spaniere kalder sproget español, mens de fleste spaniere, der taler andre sprog, kalder spansk for castellano (castiliansk), da mange regioner, har to modersmål – castellano og det regionale sprog (catalansk, baskisk eller galicisk). I spanske skoler er det officielle navn castellano. Samtidigt anvendes betegnelsen castellano i de latinamerikanske lande, español betyder den spanske nationalitet. På dansk omtales sproget som spansk, mens castiliansk er den dialekt, der tales i den spanske region Castilien.

## Grammatik
De fleste af de grammatiske og typologiske træk ved spansk deles med andre romanske sprog. Spansk er et fusionssprog. Substantiv- og adjektivsystemer har to køn og to tal. Derudover har artikler og nogle pronominer og determinanter intetkøn i ental. For basale spanske adjektiver er endelsen næsten altid bestemt af det substantiv, det modificerer. Med andre ord skal substantivet og adjektivet være det samme. For hvert verbum er der omkring halvtreds bøjede former med 3 tider: datid, nutid, fremtid; 2 aspekter af datid: perfektum, imperfektum; 4 tilbøjeligheder: indikativ, konjunktiv, betinget, imperativ; 3 personer: første, anden, tredje; 2 tal: ental, flertal; 3 verbalformer: infinitiv, gerundium og præteritum participium. 

## Holdninger til andre sprog
Spansk er nært beslægtet med andre vest-iberiske romanske sprog, herunder asturisk, aragonsk, galicisk, ladino, león, miranda og portugisisk. Det ligner noget mindre, i en eller anden grad, andre medlemmer af den romanske sprogfamilie. 
Det er almindeligt anerkendt, at personer, der taler portugisisk og spansk, kan kommunikere skriftligt med varierende grad af gensidig forståelighed. Den gensidige forståelighed af skriftligt spansk og portugisisk er høj leksikalsk og grammatisk. Ethnologue giver estimater af leksikalsk lighed mellem beslægtede sprog i nøjagtige procenter. For spansk og portugisisk er tallet 89%, selv om de to sprog fonologisk set er meget forskellige. På den anden side ligner italiensk fonologisk set spansk, men har mindre leksikalsk og grammatisk lighed med 82%. Den gensidige forståelse mellem spansk og fransk eller mellem spansk og rumænsk er endnu lavere, når man tager højde for leksikalske ligheder på henholdsvis 75 % og 71 %.

## Geografiske udbredelse
Spansk er anerkendt som et af de officielle sprog i De Forenede Nationer, Den Europæiske Union, Organisationen af Amerikanske Stater, Organisationen af iberisk-amerikanske stater, Den Afrikanske Union, De Sydamerikanske nationers forbund, Den Latinske Union og Det caribiske fællesskab og fællesmarked og har retlig status i North American Free Trade Agreement.
| Land | Befolkningstal | Spansk som modersmål | Tosprogede med spansk som andet sprog (i lande hvor spansk er officielt sprog) eller fremmedsprog (hvor spansk ikke er officielt) | Spansktalende som procent af befolkningen | Total antal spansktalende               |
| --- | -------------- | -------------------- | --- | ----------------------------------------- | --------------------------------------- |
| Mexico | 112.396.211    | 103.527.885          | 7.110.031 | 98,5%                                     | 110.637.916                             |
| USA | 309.059.724    | 44.468.501           | 6.231.499 + spanskstuderende | 15,8%                                     | 50.000.000 + 7.820.000 spanskstuderende |
| Spanien | 47.021.031     | 41.848.717           | 4.581.088 | 98,8%                                     | 46.456.779                              |
| Colombia | 45.783.000     | 45.338.905           | 77.831 | 99,2%                                     | 45.416.736                              |
| Argentina | 40.900.496     | 39.608.040           | 1.047.053 | 99,4%                                     | 40.655.093                              |
| Venezuela | 29.056.000     | 28.033.228           | 674.100 | 98,8%                                     | 28.707.328                              |
| Peru | 29.797.694     | 23.769.620           | 2.035.183 | 86,6%                                     | 25.804.803                              |
| Chile | 17.248.450     | 15.513.255           | 1.600.024 | 99,3%                                     | 17.127.711                              |
| Ecuador | 14.306.000     | 13.298.858           | 733.324 | 98,1%                                     | 14.024.376                              |
| Guatemala | 14.361.666     | 9.291.997            | 3.116.482 | 86,4%                                     | 12.408.479                              |
| Cuba | 11.235.863     | 11.235.863           | | 99,4%                                     | 11.168.448                              |
| Dominikanske Republik                                                                                           | 11.235.863     | 10.120.705           | 62.558 | 99,6%                                     | 10.184.100                              |
| Bolivia | 10.426.154     | 4.350.833            | 4.813.756 | 87,9%                                     | 9.164.589                               |
| Honduras | 8.215.313      | 7.981.998            | 151.161 | 99,0%                                     | 8.133.159                               |
| Marokko | 29.680.069     | 20.000               | 6.479.935 | 21,9%                                     | 6.499.935                               |
| El Salvador | 6.183.002      | 6.183.002            | | 99,7%                                     | 6.164.451                               |
| Frankrig | 64.057.790     | 440.106              | 5.721.380 | 9,6%                                      | 6.161.486                               |
| Nicaragua | 5.822.000      | 5.088.428            | 551.328 | 97,0%                                     | 5.647.340                               |
| Costa Rica | 4.615.646      | 4.345.130            | 87.126 | 99,2%                                     | 4.432.256                               |
| Paraguay | 6.460.000      | 369.000              | 4.043.555 | 69,5%                                     | 4.489.700                               |
| Puerto Rico | 3.998.000      | 3.802.098            | 147.334 | 98,8%                                     | 3.950.024                               |
| Storbritannien                                                                                                  | 60.943.912     | 107.654              | 3.814.846 | 6,4%                                      | 3.922.500                               |
| Uruguay | 3.372.000      | 3.257.352            | 77.303 | 98,9                                      | 3.334.908                               |
| Panama | 3.508.000      | 2.622.720            | 476.419 | 93,1%                                     | 3.179.365                               |
| Filippinerne | 96.061.683     | 2.660                | 3.014.115 | 3,1%                                      | 3.016.773                               |
| Tyskland | 82.369.548     | 140.000              | 2.566.972 | 3,2%                                      | 2.706.972                               |
| Italien | 58.145.321     | 89.905               | 1.968.320 | 3,5%                                      | 2.058.225                               |
| Ækvatorialguinea                                                                                                | 1.153.915      | n.a.                 | 1.044.293 | 90,5%                                     | 1.044.293                               |
| Canada | 33.212.696     | 909.000              | 92.853 | 3%                                        | 1.001.853                               |
| Portugal | 10.676.910     | 9.744                | 727.282 | 6,9%                                      | 737.026                                 |
| Holland | 16.645.313     | 19.978               | 662.116 | 4,1%                                      | 682.094                                 |
| Belgien | 10.403.951     | 85.990               | 515.939 | 5.8%                                      | 601.929                                 |
| Rumænien | 22.246.862     |                      | 544.531 | 2,4%                                      | 544.531                                 |
| Sverige | 9.045.389      | 101.472              | 442.601 | 6%                                        | 544.073                                 |
| Australien | 21.007.310     | 106.517              | 374.571 | 2,3%                                      | 481.088                                 |
| Brasilien | 185.712.713    | 445.005              | 5 million spanskstuderende |                                           | ukendt                                  |
| Polen | 38.500.696     |                      | 316.104 | 0,8%                                      | 316.104                                 |
| Østrig | 8.205.533      |                      | 267.177 | 3,3%                                      | 267.177                                 |
| Elfenbenskysten                                                                                                 | 20.179.602     |                      | 235.806 | 1,2%                                      | 235.806                                 |
| Algeriet | 33.769.669     |                      | 223.000 | 0,7%                                      | 223.379                                 |
| Danmark | 5.484.723      |                      | 219.003 | 4%                                        | 219.003                                 |
| Israel | 7.112.359      | 130.000              | 45.231 | 2,5%                                      | 175.231                                 |
| Schweiz | 7.581.520      | 123.000              | 14.420 | 1,7%                                      | 137.420                                 |
| Japan | 127.288.419    | 76.565               | 60.000 | 0,1%                                      | 136.565                                 |
| Bulgarien | 7.262.675      |                      | 133.910 | 1,8%                                      | 133.910                                 |
| Belize | 301.270        | 106.795              | 21.848 | 42,7%                                     | 128.643                                 |
| Hollandske Antiller                                                                                             | 223.652        | 10.699               | 114.835 | 56,1%                                     | 125.534                                 |
| Irland | 4.156.119      |                      | 123.591 | 3%                                        | 123.591                                 |
| Senegal | 12.853.259     |                      | 101.455 | 0,8%                                      | 101.455                                 |
| Grækenland | 10.722.816     |                      | 86.742 | 0,8%                                      | 86.742                                  |
| Finland | 5.244.749      |                      | 85.586 | 1,6%                                      | 85.586                                  |
| Ungarn | 9.930.915      |                      | 85.034 | 0,9%                                      | 85.034                                  |
| Aruba | 100.018        | 6.800                | 68.602 | 75,3%                                     | 75.402                                  |
| Kroatien | 4.491.543      |                      | 73.656 | 1,6%                                      | 73.656                                  |
| Andorra | 84.484         | 29.907               | 25.356 | 68,7%                                     | 58.040                                  |
| Slovakiet | 5.455.407      |                      | 43.164 | 0,8%                                      | 43.164                                  |
| Norge | 4.644.457      | 12.573               | 23.677 | 0,8%                                      | 36.250                                  |
| Rusland | 140.702.094    | 3.320                | 20.000 | 0,01%                                     | 23.320                                  |
| New Zealand | 4.173.460      | 21.645               | | 0,5%                                      | 21.645                                  |
| Guam | 154.805        |                      | 19.092 | 12,3%                                     | 19.092                                  |
| Jomfruøerne | 108.612        | 16.788               | | 15,5%                                     | 16.788                                  |
| Kina | 1.345.751.000  | 2.292                | 12.835 | 0,001124%                                 | 15.127                                  |
| Litauen | 3.565.205      |                      | 13.943 | 0,4%                                      | 13.943                                  |
| Gibraltar | 27.967         | 13.857               | | 49,5%                                     | 13.857                                  |
| Cypern | 792.604        |                      | | 1,4%                                      | 11.044                                  |
| Tyrkiet | 71.892.807     | 380                  | 8.000 | 0,01%                                     | 8.380                                   |
| Jamaica | 2.804.322      | 8.000                | | 0,3%                                      | 8.000                                   |
| Luxembourg | 486.006        | 3.000                | 4.344 | 1,5%                                      | 7.344                                   |
| Malta | 403.532        | 6.458                | | 1,6%                                      | 6.458                                   |
| Trinidad og Tobago                                                                                              | 1.047.366      | 4.100                | | 0,4%                                      | 4.100                                   |
| Vestsahara | 513.000        | n.a.                 | n.a. | n.a.                                      | n.a.                                    |
| Andre immigranter i EU                                                                                          |                | 1.399.531            | |                                           | 1.399.531                               |
| Andre spanskstuderende                                                                                          |                |                      | 2.895.562 |                                           | 2.895.562                               |
| Totalt antal med spansk som modersmål i verden + tosprogede og som andet sprog, hvor spansk er officielt sprog: |                | 427.440.053          | 32.928.599 |                                           | 460.368.652                             |
| Total af spansktalende som et fremmedsprog:                                                                     |                | 427.440.053          | 89.983.399 |                                           | 517.423.452 .                           |